# Тит-Ары (Усть-Алданский улус)
Тит-Ары́ (якут. Тиит Арыы) — село в Усть-Алданском улусе Республики Саха (Якутия) России. Административный центр и единственный населённый пункт Тит-Арынского наслега.

## География
Село находится в центральной части Якутии, в пределах Центральноякутской равнины, на левом берегу реки Танда, на расстоянии примерно 39 км (по прямой) к востоку-северо-востоку (ENE) от села Борогонцы, административного центра улуса.
Климат
Климат характеризуется как резко континентальный. Средняя температура воздуха самого тёплого месяца (июля) составляет 18,7 °C; самого холодного (января) — −42,6 °C. Среднегодовое количество атмосферных осадков составляет 234 мм. Основное количество осадков выпадает в период с апреля по октябрь. Снежный покров держится в течение 225—250 дней в году.
Часовой пояс
Село Тит-Ары находится в часовой зоне МСК+6. Смещение применяемого времени относительно UTC составляет +9:00.

## Население
| 2002 | 2010 | 2012 | 2013 | 2014 | 2015 | 2016 |
| ---- | ---- | ---- | ---- | ---- | ---- | ---- |
| 298  | ↘288 | ↗290 | ↘274 | ↗276 | ↘270 | ↗276 |
| 2017 | 2018 | 2019 | 2020 | 2021 |      |      |
| ↘274 | ↗275 | ↗281 | ↘280 | ↗282 |      |      |

Половой состав
По данным Всероссийской переписи населения 2010 года в гендерной структуре населения мужчины составляли 49,7 %, женщины — соответственно 50,3 %.
Национальный состав
Согласно результатам переписи 2002 года, в национальной структуре населения якуты составляли 94 %.

## Улицы
| - ул. им А. Турантаева, - ул. им Братьев Заболоцких, - ул. им профессора А.Д. Егорова, - ул. Лесная, - ул. Южная. |